# Не та дверь
Не та дверь (англ. The Wrong Door) — английский сборник юмористических скетчей, впервые показанный на канале BBC Three 28 августа 2008 года. Это первое комедийное шоу, в котором большинство спецэффектов создано с помощью компьютерной анимации, поэтому даже рабочее название проекта было «The CGI Sketch Show». Также в шоу присутствуют ненормативная лексика, «шутки для взрослых» и «туалетный юмор».

## Производство
Режиссёром шоу является Бен Уитли (англ. Ben Wheatley), сценарии пишет он же, и Джек Чешайр (Jack Cheshire), а также многочисленная команда сценаристов, в частности Филипп Бэррон (Phillip Barron), Джон Кэмм (John Camm), братья Доусон (англ. Dawson bros), Олли Эплин (Ollie Aplin), Тим Инман (Tim Inman), Сьюзи Кейн (англ. Susy Kane), Уилл Мэклин (Will Maclean) и Берт Тайлер-Мур (Bert Tyler-Moore).

## В ролях
По нескольку ролей в шоу исполнили Брайан Блессид, Мэтт Бэрри, Мианна Бёринг, Майкл Фентон Стивенс, Нейл Фокс, Саймон Гринэлл, Лоренс Хоббс, Рэсмас Хардайкер, Пиппа Хэйвуд, Хамфри Кер, Барт Коук, Алекс МакКвин, Дэвид Рид, Том Так, Лорна Уотсон, Ингрид Оливер и Ллойд Вульф.

## Основные персонажи
- Филип и Мелани (Philip and Melanie). Мелани — добрая и симпатичная девушка, а её молодой человек, Филипп, — динозавр. Филипп имеет ужасную привычку раздирать людей на куски. Раньше он работал в Ноттингемском Университете.
- Зотанг (Xotang). Гигантский робот, регулярно уничтожающий всё, попадающееся ему на пути. Таким образом он выполняет свои «ежедневные задания». Примечательно, что никто и никогда не пытается остановить или уничтожить Зотанга.
- Девочка-игроман (Gamer Girl). Стереотипная девушка, «подсевшая» на компьютерные игры. Постоянно путает вымышленный мир с реальным.
- Команда Супергероев (Superhero Tryouts). Состоит из Капитана Справедливость (Captain Justice), Леди Либидо (Lady Libido) и Доктора Лиса (Doctor Fox). Пародируют стереотипных кино-, мульт- и комикс-героев, в частности Человека-паука, Бэтмэна и прочих.
- Танцоры (Dancers). Два молодых человека, постоянно соревнующихся, кто из них лучше танцует. Молодой человек в красном спортивном костюме танцует обычно, а у юноши в синем всегда проявляются разные невероятные способности.
- Бильярдисты (Snooker Hall). Двое играют в снукер, когда к ним подходит неизвестный в чёрном пальто и белом галстуке. Он забирает кий у одного и играет на деньги со вторым. После этого чужак совершает какой-либо совершенно невероятный бильярдный трюк, забирает выигрыш и уходит, пока все пребывают в шоке.

## Эпизоды
В каждом эпизоде присутствует сюжет, проходящий лейтмотивом через всё повествование:
- Эпизод I: The World’s Most Annoying Creature («Самое надоедливое в мире существо»). В попытке создать «идеального солдата» в секретной военной биологической лаборатории создают «самое надоедливое в мире существо», которое вскоре оттуда сбегает. Первый показ — 28 августа 2008 года.
- Эпизод II: Njarnia («Нарния»). Эдмунд и Люси бродят по платяному шкафу и обнаруживают там страну Нарнию. В эпизоде присутствует пародии на сеть мебельных гипермаркетов «ИКЕА» и на фильм «Хроники Нарнии». Первый показ — 4 сентября 2008 года.
- Эпизод III: The Smutty Aliens («Грязные чужаки»). Некую женщину похищают пришельцы с пошлыми именами, прилетевшие на фаллосообразном космическом корабле. Первый показ — 11 сентября 2008 года.
- Эпизод IV: The Train Pirates («Пираты в поезде»). Несколько обычных человек внезапно превращаются в пиратов под предводительством Брайана Блэссэда. Первый показ — 18 сентября 2008 года.
- Эпизод V: The Wizard of Office («Офисный волшебник»). После бури Дороти переносится в офис в Озуэстри, что пародирует повесть Лаймена Баума «Удивительный Волшебник из Страны Оз». Лондонское метро кишит пэк-мэнами. Первый показ — 25 сентября 2008 года.
- Эпизод VI: Bondo («Бондо»). Секретный агент-клоун Бондо (пародия на Джеймса Бонда) борется с ниндзя, планирующими уничтожить «пиратов в поезде». Первый показ — 2 октября 2008 года.

Полнометражный вариант шоу вышел в прокат 26 декабря 2008 года.

## Показ в России
- В России впервые сериал был показан телеканалом «2×2» с 18 июля по 2 августа 2009 года. Шоу транслировалось по выходным дням в 20:55/21:00 (с повтором в 0:05).
- С 1 по 10 января 2010 года шоу транслировал телеканал ТНТ в 0:30[2].

## Реакция общества
Шоу получило одобрительные отзывы на родине от таких регулярных печатных изданий, как The Guardian, Heat, The Times, Daily Record и резко отрицательные от Metro и англ. The Scotsman.